# 科倫拜校園事件 (電影)
《科倫拜校園事件》（英語：Bowling for Columbine，又稱《科倫拜的保齡》）是由麥可·摩爾撰寫、製作、導演和敘述的2002年美國紀錄片。影片探討了摩爾所說的1999年科倫拜校園事件的主要原因以及其他槍支暴力行為。摩爾重點關注事件發生的背景和環境，以及一些關於相關問題的公眾輿論和假設。除此之外，這部電影還探討了美國暴力的本質。
本部紀錄片取得了重大的商業成功，使摩爾成為一名冉冉升起的電影製作人，贏得了眾多獎項。這部電影被認為是有史以來最偉大的紀錄片之一。

## 外部連結
- 互联网电影数据库（IMDb）上《Bowling for Columbine》的资料（英文）
- Box Office Mojo上《Bowling for Columbine》的資料（英文）
- 爛番茄上《Bowling for Columbine》的資料（英文）
- Metacritic上《科倫拜校園事件》的資料（英文）